# Kang Hye-jung
Kang Hye-jung (강혜정), född 4 januari 1982 i Incheon, är en sydkoreansk skådespelerska.

## Filmografi (urval)
- 2001 – Nabi
- 2003 – Old Boy - hämnden
- 2005 – Rules of dating
- 2005 – Welcome to Dongmakgol
- 2006 – Invisible Waves